# The Girl, the Clown and the Donkey
The Girl, the Clown and the Donkey è un cortometraggio muto del 1913 diretto da Charles M. Seay.

## Produzione
Il film fu prodotto dalla Edison Company.

## Distribuzione
Distribuito dalla General Film Company, il film - un cortometraggio di 225 metri - uscì nelle sale cinematografiche statunitensi il 3 settembre 1913. Nelle proiezioni, veniva programmato con il sistema dello split reel, accorpato in un'unica bobina con un altro cortometraggio prodotto dalla Edison, il documentario A Series of Tallulah Falls.